# Michael Kohn
Michael Thomas Kohn (né le 26 juin 1986 à Camden, Caroline du Sud, États-Unis) est un ancien lanceur de relève droitier de la Ligue majeure de baseball.

## Carrière
Après des études secondaires à la Camden High School de Camden (Caroline du Sud), Michael Kohn suit des études supérieures à l'Université de Caroline du Sud-Upstate puis au College de Charleston où il porte les couleurs des Cougars en 2007 et 2008. Il joue au poste d'arrêt-court ou au premier but jusqu'en 2007 avant de s'essayer au poste de lanceur chez les Cougars en 2008. Kohn est présent sur le monticule lors de 14 parties et signe une défaite et quatre sauvetages pour une moyenne de points mérités de 2,08.
Il est repêché comme lanceur le 5 juin 2008 par les Angels de Los Angeles au treizième tour de sélection. Il signe son premier contrat professionnel le 11 juin 2008.
Michael Kohn passe deux saisons en Ligues mineures avant d'effectuer ses débuts en Ligue majeure le 26 juillet 2010 avec les Angels lors d'un match face aux Red Sox de Boston. Il enregistre sa première victoire le 17 septembre 2010 face aux Rays de Tampa Bay puis son premier sauvetage le 1er octobre 2010 contre les Rangers du Texas. Il maintient une excellente moyenne de points mérités de 2,11 avec 20 retraits sur des prises en 21 manches et un tiers lancées en 2010.
Il apparaît dans 14 parties des Angels en 2011 mais éprouve des ennuis en accordant 10 points mérités en seulement 12,1 manches. Il passe la majorité de la saison avec Salt Lake, le club-école des Angels dans la Ligue de la côte du Pacifique.
Une opération de type Tommy John au coude le force à l'inactivité durant l'entière saison 2012. Il fait beaucoup mieux à son retour : en 2013, sa moyenne de points mérités pour les Angels s'élève à 3,74 en 53 manches lancées en 63 sorties. En 2014, il fait 25 apparitions au monticules pour les Angels, la dernière le 31 mai. Sa moyenne s'élève à 3,04 points mérités accordés par partie en 23 manches et deux tiers. Il est libéré de son contrat le 8 septembre et devient agent libre.
Le 15 octobre 2014, Kohn signe un contrat d'un an avec les Rays de Tampa Bay. Les Rays ne l'incluent cependant pas sur leur effectif de 40 joueurs et il choisit de redevenir agent libre plutôt que de risquer de commencer la saison suivante dans les ligues mineures. Il est mis sous contrat par les Braves d'Atlanta le 4 décembre 2014. Il ne lance que 4 manches et deux tiers en 6 matchs des Braves en 2015.

## Statistiques
| Saison | Équipe    | G  | GS | CG | SHO | V | D | SV | IP   | SO | ERA  |
| ------ | --------- | -- | -- | -- | --- | - | - | -- | ---- | -- | ---- |
| 2010   | LA Angels | 24 | 0  | 0  | 0   | 2 | 0 | 1  | 21.1 | 20 | 2,11 |
| Totaux | Totaux    | 24 | 0  | 0  | 0   | 2 | 0 | 1  | 21.1 | 20 | 2,11 |

Note : G = Matches joués ; GS = Matches comme lanceur partant ; CG = Matches complets ; SHO = Blanchissages ; 
V = Victoires ; D = Défaites ; SV = Sauvetages ; IP = Manches lancées ; SO = Retraits sur des prises ; ERA = Moyenne de points mérités.